# Ihor Krasnopir
Ihor V'jačeslavovyč Krasnopir (in ucraino Ігор В'ячеславович Краснопір?; Kiev, 1º dicembre 2002) è un calciatore ucraino, attaccante del Karpaty L'viv.

## Carriera

### Club
Krasnopir ha iniziato la sua carriera calcistica nel 2022 con la maglia dell'Obolon'. Ha debuttato in prima squadra il 27 agosto nell'incontro di Perša Liha pareggiato 0-0 contro il LNZ Čerkasy ed il 3 settembre ha segnato il suo primo gol nel successo per 2-1 contro il SK Poltava. Promosso in Prem"jer-liha al termine della stagione, ha messo a segno 6 gol nella stagione regolare e successivamente ha segnato il gol decisivo per la permanenza del club in massima divisione nei play-off retrocessione contro il Livyj Bereh.
Al termine della stagione è passato a titolo definitivo al Ruch L'viv.

### Nazionale
Ha giocato nelle nazionali giovanili ucraine Under-21 ed Under-23.

## Statistiche

### Presenze e reti nei club
Statistiche aggiornate al 5 luglio 2024.
| Stagione        | Squadra         | Campionato      | Campionato | Campionato | Coppe nazionali | Coppe nazionali | Coppe nazionali | Coppe continentali | Coppe continentali | Coppe continentali | Altre coppe | Altre coppe | Altre coppe | Totale | Totale | Totale |
| Stagione        | Squadra         | Comp            | Pres       | Reti       | Comp            | Pres            | Reti            | Comp               | Pres               | Reti               | Comp        | Pres        | Reti        | Pres   | Reti   |        |
| --------------- | --------------- | --------------- | ---------- | ---------- | --------------- | --------------- | --------------- | ------------------ | ------------------ | ------------------ | ----------- | ----------- | ----------- | ------ | ------ | ------ |
| 2022-2023       | Obolon'         | 1L              | 19         | 3          | CU              | 0               | 0               |                    | -                  | -                  |             | -           | -           | 19     | 3      |        |
| 2023-2024       | Obolon'         | PL              | 29+2       | 6+1        | CU              | 2               | 0               |                    | -                  | -                  |             | -           | -           | 33     | 7      |        |
| Totale carriera | Totale carriera | Totale carriera | 50         | 10         |                 | 2               | 0               |                    | -                  | -                  |             | -           | -           | 52     | 10     |        |